# C+C Music Factory
C+C Music Factory – amerykańska grupa dance pop założona w 1990 w Nowym Jorku. Członkami zespołu byli: Portorykańczyk Robert Clivillés i Afroamerykanin David Cole (producenci muzyczni) oraz Zelma Davis (wokalistka), Martha Wash (wokalistka), Freedom Williams (raper) i Deborah Cooper (wokalistka). Grupa jest najbardziej znana ze swego singla "Gonna Make You Sweat (Everybody Dance Now)".

## Albumy
- 1990 "Gonna Make You Sweat"
- 1994 "Anything Goes!"
- 1996 "C+C Music Factory"
- 2004 "Sweat: The Hot Remixes"

## Single
- 1990 "Gonna Make You Sweat (Everybody Dance Now)"
- 1991 "Here We Go (Let's Rock & Roll)"

"Things That Make You Go Hmmm..."
"Just a Touch of Love"
- 1994 "Do You Wanna Get Funky"

"Take a Toke"
- 1995 "I Found Love"

"I'll Always Be Around"